# 1982
Il 1982 (MCMLXXXII in numeri romani) è un anno  del XX secolo.

## Eventi
- Film di maggior successo: E.T. l'extraterrestre di Steven Spielberg, Conan il barbaro con Arnold Schwarzenegger, Blade Runner con Harrison Ford, Rocky III e Rambo con Sylvester Stallone.
- Viene coniata in Italia la nuova moneta da 500 lire, la prima al mondo di composizione bimetallica.

### Gennaio
- Durante il Consumer Electronics Show viene presentato l'home computer Commodore 64.
- 9 gennaio – Roma: Le forze dell'ordine catturano Giovanni Senzani, una delle menti principali delle Brigate Rosse.
- 13 gennaio – Stati Uniti: Un Boeing 737 precipita nel fiume Potomac a causa del maltempo; 76 i morti.
- 17 gennaio – Viene liberato Julio Iglesias Puga, padre di Julio Iglesias, tenuto in ostaggio dall'ETA dal mese precedente.
- 28 gennaio – Padova: i NOCS liberano il generale James Lee Dozier e arrestano 5 brigatisti rossi.

### Febbraio
- 2 febbraio – Siria: ha inizio il massacro di Hama.
- 14 febbraio – New York: si tiene al Radio City Music Hall la Night of 100 stars.
- 23 febbraio – Groenlandia: un referendum popolare sancisce la volontà della popolazione groenlandese, con una maggioranza del 53%, di abbandonare la Comunità Europea.

### Marzo
- 5 marzo - a Roma, durante una sparatoria tra polizia e terroristi neofascisti dei NAR, viene ucciso lo studente diciassettenne Alessandro Caravillani di passaggio mentre si recava a scuola
- 10 marzo – il presidente USA Ronald Reagan stabilisce sanzioni economiche contro la Libia.
- 23 marzo – golpe militare in Bangladesh.

### Aprile
- 2 aprile – l'esercito argentino occupa le isole Falkland.
- 11 aprile – Pasqua cattolica
- 16 aprile – Germania Ovest: ad Erlangen nasce il primo bambino in provetta.
- 17 aprile
  - la CEE impone l'embargo commerciale verso l'Argentina per l'occupazione delle isole britanniche Falkland.
  - la regina Elisabetta II approva la nuova costituzione del Canada.
- 21 aprile – Beirut: Bombardamento dell'aviazione israeliana e conseguente rottura della tregua in vigore da nove mesi.
- 24 aprile – la Germania Ovest vince l'Eurovision Song Contest, tenutosi ad Harrogate, Regno Unito.
- 25 aprile - La penisola del Sinai è completamente evacuata da Israele e rioccupata dall'Egitto secondo gli accordi del 1979.
- 29 aprile
  - L'UNESCO istituisce la Giornata internazionale della danza.
  - il parlamento dello Sri Lanka si insedia a Sri Jayawardenapura Kotte, nuova capitale amministrativa
- 30 aprile – Palermo: viene ucciso dalla mafia Pio La Torre, segretario regionale del PCI.

### Maggio
- 8 maggio – durante le prove per il Gran Premio del Belgio di Formula 1 a Zolder muore tragicamente Gilles Villeneuve. La sua Ferrari si impenna dopo l'urto con la March di Jochen Mass che procedeva lentamente, volando in aria e proiettando violentemente il pilota canadese fuori dall'abitacolo. Gilles si schianta contro un paletto di sostegno delle reti di recinzione a bordo pista, riportando la frattura dell'osso del collo. Morirà poche ore dopo in ospedale.
- 13 maggio – Città del Vaticano: a un anno di distanza dal fallito attentato ad opera di Ali Agca, Giovanni Paolo II compie l'Atto di affidamento e consacrazione e del mondo intero al Cuore Immacolato della Regina dei Cieli, in adempimento del messaggio delle Apparizioni di Fatima.
- 17 maggio – Italia e Irlanda decidono di riprendere gli scambi commerciali con l'Argentina.
- 30 maggio – La Spagna diventa membro della NATO.

### Giugno
- 6 giugno – Le forze armate israeliane invadono il Libano meridionale. Beirut diventa teatro di regolamenti di conti casa per casa. La situazione si normalizza il 19 agosto.
- 7 giugno – Ciad: Hissène Habré depone Goukouni Oueddei e occupa la carica di presidente della Repubblica.
- 12 giugno – New York: 750.000 persone manifestano contro le armi nucleari.
- 13 giugno – Canada: nel circuito semi-permanente di Montréal muore il pilota Riccardo Paletti della Osella. Alla partenza della gara la vettura di Didier Pironi rimane ferma e Paletti la urta, e la sua vettura prende fuoco.
- 14 giugno – Argentina: finisce la guerra delle Falkland.
- 18 giugno – Londra: viene ritrovato sotto un ponte sul Tamigi il cadavere di Roberto Calvi, ex presidente del Banco Ambrosiano.
- 19 giugno – Montespertoli (Firenze): Paolo Mainardi e Antonella Migliorini, due fidanzati di 22 e 19 anni, vengono aggrediti in auto, dopo essersi appartati in cerca di intimità. È il quinto duplice omicidio del cosiddetto Mostro di Firenze.
- 30 giugno – undicesima applicazione del minuto di 61 secondi

### Luglio
- 11 luglio – Campionato mondiale di calcio 1982: l'Italia diventa campione del mondo per la terza volta in Spagna battendo la Germania Ovest per 3-1.
- 27 luglio – negli Stati Uniti d'America a Washington, a seguito di una riunione tra i rappresentanti del Governo, dei Centers for Disease Control and Prevention di Atlanta e gli esponenti del movimento omosessuale, venne deciso di adottare la definizione di "sindrome da immunodeficienza acquisita" (Acquired Immune Deficiency Syndrome) e di il suo acronimo AIDS, in luogo di GRID, acronimo di Gay-Related Immune Deficiency, posta l'assenza di correlazioni tra l’omosessualità e la malattia.[1]
- 31 luglio – nei pressi di Beaunes, nel dipartimento della Côte-d'Or in Borgogna, un incidente stradale tra due pullman carichi di bambini in gita scolastica e due autovetture provoca 53 vittime tra cui 44 bambini; è il peggior incidente stradale che la Francia ricordi e in seguito a tale evento verrà modificata la legislazione sul trasporto stradale in Francia.

### Agosto
- Stati Uniti d'America: inizia la vendita al dettaglio del Commodore 64 ad un prezzo di lancio di 595 dollari.
- 7 agosto – Germania: il pilota di Formula 1 e della Ferrari Didier Pironi ha un incidente durante le qualificazioni del Gp Germania di Formula 1. Ne uscirà in gravi condizioni e con le gambe fracassate. Solo un esperto medico francese dopo una trentina di operazioni riuscirà a salvargli le gambe per miracolo. Per Pironi finisce qui la carriera in Formula 1.
- 17 agosto – viene prodotto il primo Compact disc. In pochi anni i dischi in vinile e le cassette verranno sostituiti dai CD.
- 19 agosto – Libano: l'arrivo di contingenti d'interposizione degli eserciti statunitense, francese e italiano pone fine alla guerra civile a Beirut.

### Settembre
- 3 settembre - Palermo: Nella Strage di Via Carini, rimangono uccisi il Generale Carlo Alberto dalla Chiesa, la moglie Emanuela Setti Carraro e l'agente della scorta Domenico Russo.
- 13 settembre
  - Il Parlamento italiano approva la legge Rognoni-La Torre che introduce il reato di associazione a delinquere di stampo mafioso.
  - Ginevra: viene arrestato il venerabile Licio Gelli, Gran Maestro della loggia massonica P2.
  - Principato di Monaco: la principessa Grace Kelly rimane gravemente ferita in un incidente stradale in cui riporta due emorragie cerebrali, una prima lieve ed una seconda più grave: muore l'indomani all'età di 52 anni senza mai aver ripreso conoscenza.
- 14 settembre – in un attentato rimane ucciso il presidente libanese Bashir Gemayel.
- 16-18 settembre – Periferia di Beirut, Libano: massacro di Sabra e Shatila
- 25 settembre – Keke Rosberg vince il Campionato Mondiale di Formula 1.

### Ottobre
1 ottobre - Repubblica Federale Tedesca: il nuovo cancelliere è Helmut Kohl leader della CDU.
- 9 ottobre – Attentato alla sinagoga di Roma da parte di un commando di cinque terroristi palestinesi: muore un bambino di due anni e 35 feriti gravi
- 23 ottobre – Argentina: scoperta di fosse comuni con centinaia di cadaveri di Desaparecidos
- 29 ottobre - Spagna: storica vittoria dei socialisti alle elezioni generali. Il loro segretario Felipe Gonzalez diventa primo ministro.

### Novembre
- 4 novembre – Los Angeles: Dominique Dunne, attrice famosa per aver interpretato Dana Freeling nel film Poltergeist - Demoniache presenze, viene uccisa a soli 22 anni dal suo ex-ragazzo John Thomas Sweeney.
- 6 novembre – Camerun: dimissioni improvvise del presidente Ahmadou Ahidjo. Il Primo ministro Paul Biya lo sostituisce nella carica.
- 10 novembre – Unione Sovietica: muore il segretario generale del Partito Comunista dell'Unione Sovietica Leonid Brežnev, a capo del paese dal 1964. Gli succede Jurij Andropov.
- 14 novembre – Polonia: Le autorità liberano l'ex capo di Solidarnosc Lech Wałęsa.
- 29 novembre – primo scontro aeronavale sul Golfo della Sirte tra flotta americana e forze libiche. Viene pubblicato Thriller di Michael Jackson, l'album musicale più venduto di tutti i tempi.

### Dicembre
- Italia: il boss mafioso Tommaso Buscetta, arrestato in Brasile, avvia la collaborazione con la magistratura italiana.
- 2 dicembre – Stati Uniti: Innestato per la prima volta il cuore artificiale; il dentista Barney B. Clark, al quale è stato impiantato, morirà 112 giorni dopo.
- 4 dicembre – la Repubblica Popolare Cinese adotta la sua costituzione.
- 6 dicembre – Londra sperimentata la superpillola anticoncezionale; innestata nel braccio, durerà tre anni.
- 8 dicembre – Stati Uniti: La Camera boccia i missili MIRV LGM-118 Peacekeeper (altrimenti noti come MX)
- 11 dicembre – gli ABBA si sciolgono dopo dieci anni di carriera.
- 28 dicembre – Paolo Rossi vince il pallone d'oro.

## Nati
Ci sono circa 5 090 voci su persone nate nel 1982; vedi la pagina Nati nel 1982 per un elenco descrittivo o la categoria Nati nel 1982 per un indice alfabetico.

## Morti
Ci sono circa 1 290 voci su persone morte nel 1982; vedi la pagina Morti nel 1982 per un elenco descrittivo o la categoria Morti nel 1982 per un indice alfabetico.

## Calendario
| Calendario 1982 | Calendario 1982 | Calendario 1982 | Calendario 1982 | Calendario 1982 | Calendario 1982 | Calendario 1982 | Calendario 1982 | Calendario 1982 | Calendario 1982 | Calendario 1982 | Calendario 1982 | Calendario 1982 | Calendario 1982 | Calendario 1982 | Calendario 1982 | Calendario 1982 | Calendario 1982 | Calendario 1982 | Calendario 1982 | Calendario 1982 | Calendario 1982 | Calendario 1982 | Calendario 1982 | Calendario 1982 | Calendario 1982 | Calendario 1982 | Calendario 1982 | Calendario 1982 | Calendario 1982 | Calendario 1982 | Calendario 1982 | Calendario 1982 |
| --------------- | --------------- | --------------- | --------------- | --------------- | --------------- | --------------- | --------------- | --------------- | --------------- | --------------- | --------------- | --------------- | --------------- | --------------- | --------------- | --------------- | --------------- | --------------- | --------------- | --------------- | --------------- | --------------- | --------------- | --------------- | --------------- | --------------- | --------------- | --------------- | --------------- | --------------- | --------------- | --------------- |
|                 | 1               | 2               | 3               | 4               | 5               | 6               | 7               | 8               | 9               | 10              | 11              | 12              | 13              | 14              | 15              | 16              | 17              | 18              | 19              | 20              | 21              | 22              | 23              | 24              | 25              | 26              | 27              | 28              | 29              | 30              | 31              |                 |
| Gennaio         | Ve              | Sa              | Do              | Lu              | Ma              | Me              | Gi              | Ve              | Sa              | Do              | Lu              | Ma              | Me              | Gi              | Ve              | Sa              | Do              | Lu              | Ma              | Me              | Gi              | Ve              | Sa              | Do              | Lu              | Ma              | Me              | Gi              | Ve              | Sa              | Do              |                 |
| Febbraio        | Lu              | Ma              | Me              | Gi              | Ve              | Sa              | Do              | Lu              | Ma              | Me              | Gi              | Ve              | Sa              | Do              | Lu              | Ma              | Me              | Gi              | Ve              | Sa              | Do              | Lu              | Ma              | Me              | Gi              | Ve              | Sa              | Do              |                 |                 |                 |                 |
| Marzo           | Lu              | Ma              | Me              | Gi              | Ve              | Sa              | Do              | Lu              | Ma              | Me              | Gi              | Ve              | Sa              | Do              | Lu              | Ma              | Me              | Gi              | Ve              | Sa              | Do              | Lu              | Ma              | Me              | Gi              | Ve              | Sa              | Do              | Lu              | Ma              | Me              |                 |
| Aprile          | Gi              | Ve              | Sa              | Do              | Lu              | Ma              | Me              | Gi              | Ve              | Sa              | Do              | Lu              | Ma              | Me              | Gi              | Ve              | Sa              | Do              | Lu              | Ma              | Me              | Gi              | Ve              | Sa              | Do              | Lu              | Ma              | Me              | Gi              | Ve              |                 |                 |
| Maggio          | Sa              | Do              | Lu              | Ma              | Me              | Gi              | Ve              | Sa              | Do              | Lu              | Ma              | Me              | Gi              | Ve              | Sa              | Do              | Lu              | Ma              | Me              | Gi              | Ve              | Sa              | Do              | Lu              | Ma              | Me              | Gi              | Ve              | Sa              | Do              | Lu              |                 |
| Giugno          | Ma              | Me              | Gi              | Ve              | Sa              | Do              | Lu              | Ma              | Me              | Gi              | Ve              | Sa              | Do              | Lu              | Ma              | Me              | Gi              | Ve              | Sa              | Do              | Lu              | Ma              | Me              | Gi              | Ve              | Sa              | Do              | Lu              | Ma              | Me              |                 |                 |
| Luglio          | Gi              | Ve              | Sa              | Do              | Lu              | Ma              | Me              | Gi              | Ve              | Sa              | Do              | Lu              | Ma              | Me              | Gi              | Ve              | Sa              | Do              | Lu              | Ma              | Me              | Gi              | Ve              | Sa              | Do              | Lu              | Ma              | Me              | Gi              | Ve              | Sa              |                 |
| Agosto          | Do              | Lu              | Ma              | Me              | Gi              | Ve              | Sa              | Do              | Lu              | Ma              | Me              | Gi              | Ve              | Sa              | Do              | Lu              | Ma              | Me              | Gi              | Ve              | Sa              | Do              | Lu              | Ma              | Me              | Gi              | Ve              | Sa              | Do              | Lu              | Ma              |                 |
| Settembre       | Me              | Gi              | Ve              | Sa              | Do              | Lu              | Ma              | Me              | Gi              | Ve              | Sa              | Do              | Lu              | Ma              | Me              | Gi              | Ve              | Sa              | Do              | Lu              | Ma              | Me              | Gi              | Ve              | Sa              | Do              | Lu              | Ma              | Me              | Gi              |                 |                 |
| Ottobre         | Ve              | Sa              | Do              | Lu              | Ma              | Me              | Gi              | Ve              | Sa              | Do              | Lu              | Ma              | Me              | Gi              | Ve              | Sa              | Do              | Lu              | Ma              | Me              | Gi              | Ve              | Sa              | Do              | Lu              | Ma              | Me              | Gi              | Ve              | Sa              | Do              |                 |
| Novembre        | Lu              | Ma              | Me              | Gi              | Ve              | Sa              | Do              | Lu              | Ma              | Me              | Gi              | Ve              | Sa              | Do              | Lu              | Ma              | Me              | Gi              | Ve              | Sa              | Do              | Lu              | Ma              | Me              | Gi              | Ve              | Sa              | Do              | Lu              | Ma              |                 |                 |
| Dicembre        | Me              | Gi              | Ve              | Sa              | Do              | Lu              | Ma              | Me              | Gi              | Ve              | Sa              | Do              | Lu              | Ma              | Me              | Gi              | Ve              | Sa              | Do              | Lu              | Ma              | Me              | Gi              | Ve              | Sa              | Do              | Lu              | Ma              | Me              | Gi              | Ve              |                 |

## Premi Nobel
In quest'anno sono stati conferiti i seguenti Premi Nobel:
- per la Pace: Alva Myrdal, Alfonso García Robles
- per la Letteratura: Gabriel García Márquez
- per la Medicina: Sune K. Bergstroem, Bengt I. Samuelsson, John R. Vane
- per la Fisica: Kenneth G. Wilson
- per la Chimica: Aaron Klug
- per l'Economia: George J. Stigler

## Sport

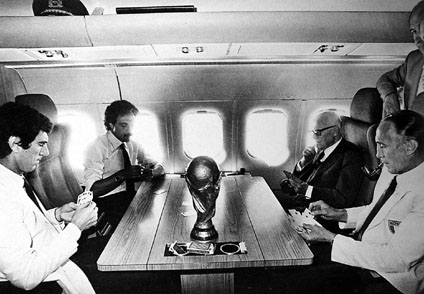
Sandro Pertini e i campioni del mondo con la coppa vinta in Spagna

- 12 maggio, Barcellona – Il Barcellona vince la Coppa delle Coppe sconfiggendo per 2-1 lo Standard Liegi.
- 16 maggio, Catanzaro – La Juventus vince il suo 20º Scudetto: la squadra bianconera può così fregiarsi della seconda stella sulla maglia, dopo aver conquistato la prima nel 1958.
- 19 maggio, Amburgo – Il Göteborg vince la Coppa UEFA superando l'Amburgo nella doppia finale.
- 20 maggio, Torino – L'Inter vince la sua terza Coppa Italia.
- 26 maggio, Rotterdam – L'Aston Villa è campione d'Europa: la squadra inglese batte il Bayern München per 1-0 nella finale di Coppa Campioni.
- 13 giugno – 11 luglio, Spagna – XII edizione del campionato mondiale di calcio.
- 4 luglio, Londra – Jimmy Connors vince il Torneo di Wimbledon.
- 5 luglio, Barcellona – L'Italia sconfigge per 3-2 il Brasile nella partita ricordata come la tragedia del Sarriá.
- 11 luglio, Madrid – L'Italia si laurea campione mondiale per la terza volta sconfiggendo 3-1 la Germania Ovest nella finale della rassegna iridata.
- 30 novembre, Santiago del Cile – Il Peñarol vince la Coppa Libertadores.
- 12 dicembre, Tokyo – Il Peñarol è campione del mondo di club, sconfiggendo per 2-0 l'Aston Villa in Coppa Intercontinentale.
- 28 dicembre – Paolo Rossi è insignito del Pallone d'oro.